# Diamond Dogs Tour
Diamond Dogs Tour — концертный тур Дэвида Боуи, проходивший по территории Северной Америки в 1974 году, с целью продвижения альбома «Diamond Dogs». Финальная часть тура получила негласное название The Soul Tour, так как в неё вошли несколько песен из будущего альбома музыканта — Young Americans.

## Состав музыкантов
Июнь—июль:
- Дэвид Боуи — вокал
- Эрл Слик — гитара
- Майкл Кэймен — электронное пианино, гобой, синтезатор Moog
- Майк Гарсон — фортепиано, меллотрон
- Дэвид Сэнборн — альт-саксофон, флейта
- Ричард Грандо — баритон-саксофон, флейта
- Херби Флауэрс — бас-гитара
- Тони Ньюман (англ.) — ударные
- Пабло Розарио — перкуссия
- Гай Андрисано — бэк-вокал
- Уоррен Пис — бэк-вокал

Сентябрь:
- Дэвид Боуи — вокал
- Эрл Слик — гитара
- Карлос Аломар — ритм-гитара
- Майк Гарсон — фортепиано, меллотрон
- Дэвид Сэнборн — альт-саксофон, флейта
- Ричард Грандо — баритон-саксофон, флейта
- Дуг Рауч (англ.) — бас-гитара
- Грег Эррико — ударные
- Пабло Розарио — перкуссия
- Гай Андрисано — бэк-вокал
- Уоррен Пис — бэк-вокал
- Ава Черри — бэк-вокал
- Робин Кларк (англ.) — бэк-вокал
- Энтони Хайнтон — бэк-вокал
- Дайана Самлер — бэк-вокал
- Лютер Вандросс — бэк-вокал

«The Soul/Philly Dogs Tour» — Октябрь—декабрь:
- Дэвид Боуи — вокал
- Эрл Слик — гитара
- Карлос Аломар — ритм-гитара
- Майк Гарсон — фортепиано, меллотрон
- Дэвид Сэнборн — альт саксофон, флейта
- Эмир Касан — бас-гитара
- Деннис Дэвис — ударные
- Пабло Розарио — перкуссия
- Уоррен Пис — бэк-вокал
- Ава Черри — бэк-вокал
- Робин Кларк — бэк-вокал
- Энтони Хайнтон — бэк-вокал
- Дайана Самлер — бэк-вокал
- Лютер Вандросс — бэк-вокал

## Расписание концертов
| Дата             | Город                        | Страна            | Концертная площадка                |
| ---------------- | ---------------------------- | ----------------- | ---------------------------------- |
| 14 июня 1974     | Монреаль, Квебек             | Канада            | Montreal Forum                     |
| 15 июня 1974     | Оттава, Онтарио              | Канада            | Ottawa Civic Centre                |
| 16 июня 1974     | Торонто, Онтарио             | Канада            | O'Keefe Centre (два концерта)      |
| 17 июня 1974     | Рочестер, Нью-Йорк           | Соединённые Штаты | Rochester Community War Memorial   |
| 18 июня 1974     | Кливленд, Огайо              | Соединённые Штаты | Public Auditorium                  |
| 19 июня 1974     | Кливленд, Огайо              | Соединённые Штаты | Public Auditorium                  |
| 20 июня 1974     | Толидо, Огайо                | Соединённые Штаты | Toledo Sports Arena                |
| 22 июня 1974     | Детройт, Мичиган             | Соединённые Штаты | Cobo Hall                          |
| 24 июня 1974     | Дейтон, Огайо                | Соединённые Штаты | Hara Arena                         |
| 26 июня 1974     | Питтсбург, Пенсильвания      | Соединённые Штаты | Syria Mosque                       |
| 27 июня 1974     | Питтсбург, Пенсильвания      | Соединённые Штаты | Syria Mosque                       |
| 28 июня 1974     | Чарлстон, Западная Виргиния  | Соединённые Штаты | Charleston Civic Center            |
| 29 июня 1974     | Нашвилл, Теннесси            | Соединённые Штаты | Municipal Auditorium               |
| 30 июня 1974     | Мемфис, Теннесси             | Соединённые Штаты | Mid-South Coliseum                 |
| 1 июля 1974      | Атланта, Джорджия            | Соединённые Штаты | Fox Theater                        |
| 2 июля 1974      | Тампа, Флорида               | Соединённые Штаты | Curtis Hixon Hall                  |
| 3 июля 1974      | Касселберри (англ.), Флорида | Соединённые Штаты | Seminole Jai-Alai Fronton          |
| 5 июля 1974      | Шарлотт, Северная Каролина   | Соединённые Штаты | Charlotte Park Center              |
| 6 июля 1974      | Гринсборо, Северная Каролина | Соединённые Штаты | Greensboro Coliseum                |
| 7 июля 1974      | Норфолк, Виргиния            | Соединённые Штаты | Norfolk Scope                      |
| 8 июля 1974      | Филадельфия, Пенсильвания    | Соединённые Штаты | Tower Theater                      |
| 9 июля 1974      | Филадельфия, Пенсильвания    | Соединённые Штаты | Tower Theater                      |
| 10 июля 1974     | Филадельфия, Пенсильвания    | Соединённые Штаты | Tower Theater                      |
| 11 июля 1974     | Филадельфия, Пенсильвания    | Соединённые Штаты | Tower Theater                      |
| 12 июля 1974     | Филадельфия, Пенсильвания    | Соединённые Штаты | Tower Theater                      |
| 13 июля 1974     | Филадельфия, Пенсильвания    | Соединённые Штаты | Tower Theater                      |
| 14 июля 1974     | Нью-Хейвен, Коннектикут      | Соединённые Штаты | New Haven Coliseum                 |
| 16 июля 1974     | Бостон, Массачусетс          | Соединённые Штаты | Music Hall                         |
| 19 июля 1974     | Нью-Йорк, штат Нью-Йорк      | Соединённые Штаты | Madison Square Garden              |
| 20 июля 1974     | Нью-Йорк, штат Нью-Йорк      | Соединённые Штаты | Madison Square Garden              |
| 2 сентября 1974  | Лос-Анджелес, Калифорния     | Соединённые Штаты | Universal Amphitheatre             |
| 3 сентября 1974  | Лос-Анджелес, Калифорния     | Соединённые Штаты | Universal Amphitheatre             |
| 4 сентября 1974  | Лос-Анджелес, Калифорния     | Соединённые Штаты | Universal Amphitheatre             |
| 5 сентября 1974  | Лос-Анджелес, Калифорния     | Соединённые Штаты | Universal Amphitheatre             |
| 6 сентября 1974  | Лос-Анджелес, Калифорния     | Соединённые Штаты | Universal Amphitheatre             |
| 7 сентября 1974  | Лос-Анджелес, Калифорния     | Соединённые Штаты | Universal Amphitheatre             |
| 8 сентября 1974  | Лос-Анджелес, Калифорния     | Соединённые Штаты | Universal Amphitheatre             |
| 11 сентября 1974 | Сан-Диего, Калифорния        | Соединённые Штаты | San Diego Sports Arena             |
| 13 сентября 1974 | Тусон, Аризона               | Соединённые Штаты | Tucson Convention Center           |
| 14 сентября 1974 | Финикс, Аризона              | Соединённые Штаты | Arizona Veterans Memorial Coliseum |
| 15 сентября 1974 | Анахайм, Калифорния          | Соединённые Штаты | Anaheim Convention Center          |
| 16 сентября 1974 | Анахайм, Калифорния          | Соединённые Штаты | Anaheim Convention Center          |
| 5 октября 1974   | Сент-Пол, Миннесота          | Соединённые Штаты | Saint Paul Civic Center            |
| 8 октября 1974   | Индианаполис, Индиана        | Соединённые Штаты | Indiana Convention Center          |
| 11 октября 1974  | Мадисон, Висконсин           | Соединённые Штаты | Dane County Coliseum               |
| 13 октября 1974  | Милуоки, Висконсин           | Соединённые Штаты | MECCA Arena                        |
| 15 октября 1974  | Детройт, Мичиган             | Соединённые Штаты | Michigan Palace Theater            |
| 16 октября 1974  | Детройт, Мичиган             | Соединённые Штаты | Michigan Palace Theater            |
| 17 октября 1974  | Детройт, Мичиган             | Соединённые Штаты | Michigan Palace Theater            |
| 19 октября 1974  | Детройт, Мичиган             | Соединённые Штаты | Michigan Palace Theater            |
| 20 октября 1974  | Детройт, Мичиган             | Соединённые Штаты | Michigan Palace Theater            |
| 22 октября 1974  | Чикаго, Иллинойс             | Соединённые Штаты | Arie Crown Theater                 |
| 23 октября 1974  | Чикаго, Иллинойс             | Соединённые Штаты | Arie Crown Theater                 |
| 28 октября 1974  | Нью-Йорк, штат Нью-Йорк      | Соединённые Штаты | Radio City Music Hall              |
| 29 октября 1974  | Нью-Йорк, штат Нью-Йорк      | Соединённые Штаты | Radio City Music Hall              |
| 30 октября 1974  | Нью-Йорк, штат Нью-Йорк      | Соединённые Штаты | Radio City Music Hall              |
| 31 октября 1974  | Нью-Йорк, штат Нью-Йорк      | Соединённые Штаты | Radio City Music Hall              |
| 1 ноября 1974    | Нью-Йорк, штат Нью-Йорк      | Соединённые Штаты | Radio City Music Hall              |
| 2 ноября 1974    | Нью-Йорк, штат Нью-Йорк      | Соединённые Штаты | Radio City Music Hall              |
| 3 ноября 1974    | Нью-Йорк, штат Нью-Йорк      | Соединённые Штаты | Radio City Music Hall              |
| 6 ноября 1974    | Кливленд, Огайо              | Соединённые Штаты | Public Auditorium                  |
| 8 ноября 1974    | Буффало, штат Нью-Йорк       | Соединённые Штаты | War Memorial Auditorium            |
| 11 ноября 1974   | Вашингтон (округ Колумбия)   | Соединённые Штаты | Capital Centre                     |
| 14 ноября 1974   | Бостон, Массачусетс          | Соединённые Штаты | Music Hall                         |
| 15 ноября 1974   | Бостон, Массачусетс          | Соединённые Штаты | Music Hall                         |
| 16 ноября 1974   | Бостон, Массачусетс          | Соединённые Штаты | Music Hall                         |
| 18 ноября 1974   | Филадельфия, Пенсильвания    | Соединённые Штаты | The Spectrum                       |
| 19 ноября 1974   | Питтсбург, Пенсильвания      | Соединённые Штаты | Civic Arena                        |
| 25 ноября 1974   | Филадельфия, Пенсильвания    | Соединённые Штаты | The Spectrum                       |
| 28 ноября 1974   | Мемфис, Теннесси             | Соединённые Штаты | Mid-South Coliseum                 |
| 30 ноября 1974   | Нашвилл, Теннесси            | Соединённые Штаты | Municipal Auditorium               |
| 1 декабря 1974   | Атланта, Джорджия            | Соединённые Штаты | The Omni                           |

## Список песен
Из альбома Space Oddity
- «Space Oddity»
- «Memory of a Free Festival»

Из альбома The Man Who Sold the World
- «The Width of a Circle»

Из альбома Hunky Dory
- «Changes»

Из альбома The Rise and Fall of Ziggy Stardust and the Spiders from Mars
- «Moonage Daydream»
- «Suffragette City»
- «Rock 'N' Roll Suicide»

Из альбома Aladdin Sane
- «Aladdin Sane»
- «Drive-In Saturday»
- «Panic in Detroit»
- «Cracked Actor»
- «Time»
- «The Jean Genie»

Из альбома Pin Ups
- «Sorrow» (оригинальное исполнение — The McCoys, авторы — Bob Feldman, Jerry Goldstein и Richard Gottehrer)

Из альбома Diamond Dogs
- «Diamond Dogs»
- «Sweet Thing»
- «Candidate»
- «Sweet Thing (Reprise)»
- «Rebel Rebel»
- «Rock 'N' Roll With Me»
- «1984»
- «Big Brother»
- «Chant of the Ever Circling Skeletal Family»

Из альбома Young Americans
- «Young Americans»
- «Win»
- «Somebody Up There Likes Me»
- «Can You Hear Me?»

### Прочие песни
- «All the Young Dudes» (из сингла All the Young Dudes, оригинальное исполнение — группа Mott the Hoople, автор песни — Дэвид Боуи)
- «Footstompin’» (оригинальное исполнение — Андре Коллинз, авторы песни — Андре Коллинз и Энд Рэнд)
- «Here Today, Gone Tomorrow» (из альбома Observations in Time группы Ohio Players, авторы песни — Leroy Bonner, Joe Harris, Marshall Jones, Ralph Middlebrooks, Dutch Robinson, Clarence Satchell and Gary Webster)
- «It’s Gonna Be Me» (из материала к альбому Young Americans, позже появился как бонус-трек на переизданиях альбома)
- «John, I’m Only Dancing» (неальбомный сингл John, I'm Only Dancing)
- «Knock On Wood» (из альбома Knock on Wood Эдди Флойда, авторы песни — Эдди Флойд и Стив Кроппер, песня была издана как сингл из альбома David Live)